# Die Macht der Nacht
Die Macht der Nacht war eine Wanderveranstaltung der deutschen Club- und Partyszene, die von 1986 bis 1991 durch verschiedene Großstädte in Deutschland tourte. Das als „Party-Zirkus“ konzipierte Format verband Clubkultur mit künstlerischen Darbietungen und gilt als bedeutender Meilenstein in der Entwicklung der deutschen Techno- und Raveszene der späten 1980er Jahre.

## Geschichte
Die Veranstaltungsreihe wurde 1986 initiiert und entwickelte sich rasch zu einem subkulturellen Phänomen. „Die Macht der Nacht“ gastierte jeweils für mehrere Monate in den Städten Berlin, Hamburg, Köln, München und Düsseldorf. Die letzte Saison fand 1991 in Paris statt, nachdem im Vorjahr ein Gastspiel im Düsseldorfer Hafen durchgeführt worden war. In Hamburg gastierte die Reihe 1987/1988 auf dem Gelände am Volkspark.

## Konzept
Das innovative Veranstaltungskonzept verband die aufkommende elektronische Tanzmusik mit Elementen aus Zirkus, Theater und Performancekunst. Die Events fanden bewusst auf unkonventionellen Flächen statt – etwa 1990 auf einem Feld nahe der Lausward in Düsseldorf, nur rund 200 Meter vom Rhein entfernt.
Zeitgenössische Medien wie Prinz und Überblick bezeichneten das Format als „Deutschlands verrückteste Disco“. Das britische Magazin i-D beschrieb es als „probably the most unusual club in the world“.
Zum Ambiente gehörten Seiltänzer, Feuerspucker, Bodypainting-Performances und Stelzenclowns, die sich über den Dancefloor bewegten. Eine als Raubtierkäfig inszenierte VIP-Area, barszenische Kulissen im Stil von Oper oder Theater sowie eine DJ-Kanzel in Form eines goldenen Pappmaché-Monsterkopfs unterstrichen das extravagante Erscheinungsbild.

## Organisation und Gründer
Ideengeber und Hauptorganisator war Rainer Wengenroth, in Düsseldorf bekannt als „Zeremonienmeister der Partyszene“. Mitbegründet wurde das Projekt von Johannes Schiffke und Willi Wermelt.
Der DJ Maximilian Lenz alias WestBam beschreibt in seiner Autobiografie Die Macht der Nacht die Bedeutung der Berliner Veranstaltungen des Party-Wanderzirkus wie folgt: „Nirgendwo sonst in Deutschland war der Einfluss der Schwulenszene aus ihrer eigenen Subkultur in die Welt der Heteros rübergeschwappt wie in Berlin durch das Metropol. Weil die Clubs in Chicago nicht so groß waren, könnte es sogar sein, dass zum ersten Mal weltweit eine Party zu House-Musik in dieser Größe ablief.“

## Besonderheiten und Weiterentwicklung
Eine Besonderheit war das Gastspiel im Olympiapark München, wo neben dem Hauptzelt (ein klassischer Zirkus-Viermaster) ein weiteres „Theaterzelt“ errichtet wurde. Dort fand ein begleitendes Theaterfestival unter der künstlerischen Leitung von Rainer Wengenroth und Bonger Voges statt.

## Musikalische Ausrichtung
Die Resident-DJs der Reihe waren Maximilian Lenz (WestBam) und sein Bruder Fabian Lenz (DJ Dick). WestBam, erkennbar an seiner damals rotgefärbten Haartolle, gilt als einer der Pioniere der deutschen DJ-Kultur, da er bereits in den frühen 1980er Jahren das Mixing als künstlerische Ausdrucksform etablierte. Beide DJs begleiteten die gesamte Tour als konstante musikalische Instanzen.